# Nailloux
Nailloux (em occitano:  Nalhós) é uma comuna francesa na região administrativa da Occitânia, no departamento do Alto Garona. Estende-se por uma área de 18.55 km², com 3.900 habitantes, segundo o censo de 2018, com uma densidade de 210 hab/km².